# Guatemala az 1968. évi nyári olimpiai játékokon
Guatemala a mexikói Mexikóvárosban megrendezett 1968. évi nyári olimpiai játékok egyik részt vevő nemzete volt. Az országot az olimpián 8 sportágban 48 sportoló képviselte, akik érmet nem szereztek.

## Atlétika
Férfi
| Versenyző           | Versenyszám     | Előfutam | Előfutam | Előfutam | Elődöntő | Elődöntő | Elődöntő | Döntő   | Döntő    |
| Versenyző           | Versenyszám     | Idő      | Hely.    | Össz.    | Idő      | Hely.    | Össz.    | Idő     | Helyezés |
| ------------------- | --------------- | -------- | -------- | -------- | -------- | -------- | -------- | ------- | -------- |
| Julio Quevedo       | 1500 m          | 4:03,13  | 9.       | 43.      | kiesett  | kiesett  | kiesett  | kiesett | kiesett  |
| Julio Quevedo       | 5000 m          | 15:23,03 | 9.       | 31.      |          |          |          | kiesett | kiesett  |
| Julio Quevedo       | 3000 m akadály  | 9:48,37  | 12.      | 34.      |          |          |          | kiesett | kiesett  |
| Carlos Cuque        | Maraton         |          |          |          |          |          |          | 2:45:20 | 39.      |
| Fulgencio Hernández | Maraton         |          |          |          |          |          |          | 3:00:40 | 52.      |
| Julio Ortíz         | 20 km gyaloglás |          |          |          |          |          |          | 1:54:48 | 28.      |

| Versenyző        | Versenyszám | Selejtező | Selejtező | Döntő    | Döntő    |
| Versenyző        | Versenyszám | Eredmény  | Helyezés  | Eredmény | Helyezés |
| ---------------- | ----------- | --------- | --------- | -------- | -------- |
| Teodoro Palacios | Magasugrás  | 206 cm    | 22.*      | kiesett  | kiesett  |

* - három másik versenyzővel azonos eredményt ért el

## Birkózás
Kötöttfogású
| Versenyző             | Versenyszám | 1. forduló                                 | 2. forduló                                    | 3. forduló        | 4. forduló        | 5. forduló        | 6. forduló        | 7. forduló        | Döntő             | Helyezés    |
| Versenyző             | Versenyszám | Ellenfél Eredmény                          | Ellenfél Eredmény                             | Ellenfél Eredmény | Ellenfél Eredmény | Ellenfél Eredmény | Ellenfél Eredmény | Ellenfél Eredmény | Ellenfél Eredmény | Helyezés    |
| --------------------- | ----------- | ------------------------------------------ | --------------------------------------------- | ----------------- | ----------------- | ----------------- | ----------------- | ----------------- | ----------------- | ----------- |
| Gustavo Ramírez       | 52 kg       | Enrique Jiménez (MEX) · kétvállas          | Sin Szangsik (Sin Sang-sik) (KOR) · kétvállas | kiesett           | kiesett           | kiesett           |                   |                   | kiesett           | helyezetlen |
| Javier Raxón          | 57 kg       | Risto Björlin (FIN) · kétvállas            | Óthon Moszhídisz (GRE) · kétvállas            | kiesett           | kiesett           | kiesett           | kiesett           | kiesett           | kiesett           | helyezetlen |
| José Luis García      | 63 kg       | Jiří Švec (TCH) · kétvállas                | Fudzsimoto Hideo (JPN) · kétvállas            | kiesett           | kiesett           | kiesett           | kiesett           |                   | kiesett           | helyezetlen |
| Ángel Aldama          | 70 kg       | Szo Hungjo (Seo Hun-gyo) (KOR) · kétvállas | Gordon Garvie (CAN) · kétvállas               | kiesett           | kiesett           | kiesett           | kiesett           | kiesett           | kiesett           | helyezetlen |
| José Manuel Hernández | 87 kg       | Petar Krumov (BUL) · kétvállas             | Håkon Øverby (NOR) · kétvállas                | kiesett           | kiesett           | kiesett           |                   |                   | kiesett           | helyezetlen |

Szabadfogású
| Versenyző             | Versenyszám | 1. forduló                             | 2. forduló                          | 3. forduló        | 4. forduló        | 5. forduló        | 6. forduló        | 7. forduló        | Döntő             | Helyezés    |
| Versenyző             | Versenyszám | Ellenfél Eredmény                      | Ellenfél Eredmény                   | Ellenfél Eredmény | Ellenfél Eredmény | Ellenfél Eredmény | Ellenfél Eredmény | Ellenfél Eredmény | Ellenfél Eredmény | Helyezés    |
| --------------------- | ----------- | -------------------------------------- | ----------------------------------- | ----------------- | ----------------- | ----------------- | ----------------- | ----------------- | ----------------- | ----------- |
| Gustavo Ramírez       | 52 kg       | Wanelge Castillo (PAN) · kétvállas     | Sudesh Kumar (IND) · kétvállas      | kiesett           | kiesett           | kiesett           | kiesett           | kiesett           | kiesett           | helyezetlen |
| Javier Raxón          | 57 kg       | Aboutaleb Talebi (IRI) · 3.5-0.5       | Donald Behm (USA) · kétvállas       | kiesett           | kiesett           | kiesett           | kiesett           |                   | kiesett           | helyezetlen |
| José Luis García      | 63 kg       | Ismail Al-Karaghouli (IRQ) · kétvállas | Níkosz Karipídisz (GRE) · kétvállas | kiesett           | kiesett           | kiesett           | kiesett           | kiesett           | kiesett           | helyezetlen |
| Ángel Aldama          | 70 kg       | Udey Chand (IND) · kétvállas           | Roger Till (GBR) · kétvállas        | kiesett           | kiesett           | kiesett           | kiesett           |                   | kiesett           | helyezetlen |
| José Manuel Hernández | 87 kg       | Hüseyin Gürsoy (TUR) · kétvállas       | Peter Döring (GDR) · kétvállas      | kiesett           | kiesett           | kiesett           | kiesett           |                   | kiesett           | helyezetlen |

## Kerékpározás

### Országúti kerékpározás
| Versenyző                                                    | Versenyszám     | Idő              | Helyezés      |
| ------------------------------------------------------------ | --------------- | ---------------- | ------------- |
| Francisco Cuque                                              | Mezőnyverseny   | nem ért célba    | nem ért célba |
| Jorge Inés                                                   | Mezőnyverseny   | 4:57:07 (+15:42) | 49.           |
| Evaristo Oliva                                               | Mezőnyverseny   | 4:57:07 (+15:42) | 48.           |
| Saturnino Rustrián                                           | Mezőnyverseny   | 4:46:13 (+4:47)  | 22.           |
| Francisco Cuque Jorge Inés Evaristo Oliva Saturnino Rustrián | Csapat időfutam | 2:24:20 (+16:31) | 21.           |

## Labdarúgás
| Guatemalai labdarúgócsapat-játékoskeret | Guatemalai labdarúgócsapat-játékoskeret |
| --- | --- |
| - Roberto Camposeco - Edgar Chacón - Ricardo Clark - Antonio García Ramírez - Julio Rodolfo García - Ignacio González - Horacio Hasse - Llijon León - Alberto López - Hugo Montoya | - Armando Melgar Nelson - Hugo Peña - Melgar Retolaza - Jorge Roldán - Jeron Slusher - David Stokes - Hugo Torres - Carlos Valdez - Luis Villavicencio |

### Eredmények
Csoportkör
D csoport
| Csapat        | M | Gy | D | V | G+ | G– | Gk  | P |
| ------------- | - | -- | - | - | -- | -- | --- | - |
| Bulgária      | 3 | 2  | 1 | 0 | 11 | 3  | +8  | 5 |
| Guatemala     | 3 | 2  | 0 | 1 | 6  | 3  | +3  | 4 |
| Csehszlovákia | 3 | 1  | 1 | 1 | 10 | 3  | +7  | 3 |
| Thaiföld      | 3 | 0  | 0 | 3 | 1  | 19 | –18 | 0 |

| 1968. október 14. |

| Guatemala (GUA)                | 1–0               | Csehszlovákia |
| ------------------------------ | ----------------- | ------------- |
| Stokes 28' Peña 82′ Torres 89′ | (1–0) Jegyzőkönyv | Pajerchin 88′ |

| Jalisco stadion, Guadalajara Játékvezető: Romualdo Arppi Filho (BRA) Asszisztensek: Abel Aguilar Elizalde (MEX), Diego de Leo (MEX) |

| 1968. október 16. |

| Guatemala (GUA)                                      | 4–1               | Thaiföld                     |
| ---------------------------------------------------- | ----------------- | ---------------------------- |
| Melgar Nelson 23' 85' Roldán 55' López 67' Hasse 60′ | (1–1) Jegyzőkönyv | Sornbutnark 44' Paholpat 52′ |

| León stadion, León Játékvezető: Jean Louis Faber (GUI) Asszisztensek: Guillermo Velasquez (COL), Raul Osorio Castillo (MEX) |

| 1968. október 18. |

| Bulgária (BUL)           | 2–1               | Guatemala |
| ------------------------ | ----------------- | --------- |
| Nikodimov 50' Zsekov 84' | (0–0) Jegyzőkönyv | López 88' |

| León stadion, León Játékvezető: Raul Osorio Castillo (MEX) Asszisztensek: Thompson Badru (NGR), Michel Kitabdjian (FRA) |

Negyeddöntő
| 1968. október 20. |

| Magyarország (HUN) | 1–0               | Guatemala |
| ------------------ | ----------------- | --------- |
| Szűcs 69'          | (0–0) Jegyzőkönyv |           |

| Jalisco stadion, Guadalajara Játékvezető: Arturo Yamasaki (MEX) Asszisztensek: Romualdo Arppi Filho (BRA), Alfonso Gonzales Archundia (MEX) |

| Csapat          | Helyezés |
| --------------- | -------- |
| Guatemala (GUA) | 7.       |

## Ökölvívás
| Versenyző      | Versenyszám   | Selejtező                                | 32-es főtábla     | Nyolcaddöntő              | Negyeddöntő       | Elődöntő          | Döntő             | Helyezés |
| Versenyző      | Versenyszám   | Ellenfél Eredmény                        | Ellenfél Eredmény | Ellenfél Eredmény         | Ellenfél Eredmény | Ellenfél Eredmény | Ellenfél Eredmény | Helyezés |
| -------------- | ------------- | ---------------------------------------- | ----------------- | ------------------------- | ----------------- | ----------------- | ----------------- | -------- |
| Mario Mendoza  | Harmatsúly    | Csang Szungil (Jang Sun-gil) (KOR) · 0-5 | kiesett           | kiesett                   | kiesett           | kiesett           | kiesett           | 33.      |
| Eugenio Boches | Nagyváltósúly |                                          | erőnyerő          | Mario Benítez (URU) · 0-5 | kiesett           | kiesett           | kiesett           | 9.       |

## Sportlövészet
Nyílt
| Versenyző          | Versenyszám                    | Pont | Helyezés |
| ------------------ | ------------------------------ | ---- | -------- |
| Víctor Castellanos | Gyorstüzelő pisztoly           | 578  | 33.      |
| Fernando Samoya    | Gyorstüzelő pisztoly           | 579  | 29.      |
| Gerardo Castañeda  | Szabadpisztoly                 | 537  | 39.      |
| Francisco Sandoval | Szabadpisztoly                 | 519  | 59.      |
| Pablo Sittler      | Sportpuska, fekvő              | 579  | 79.      |
| Otto Brolo         | Sportpuska, fekvő              | 580  | 78.      |
| Otto Brolo         | Sportpuska, összetett          | 1092 | 53.      |
| Leonel Fernández   | Sportpuska, összetett          | 1068 | 56.      |
| José Marroquín     | Szabadpuska, összetett (300 m) | 1027 | 29.      |
| Félipe Ortíz       | Szabadpuska, összetett (300 m) | 1023 | 30.      |

## Súlyemelés
| Versenyző            | Versenyszám | Nyomás   | Nyomás   | Szakítás | Szakítás | Lökés    | Lökés    | Összesen | Helyezés |
| Versenyző            | Versenyszám | Eredmény | Helyezés | Eredmény | Helyezés | Eredmény | Helyezés | Összesen | Helyezés |
| -------------------- | ----------- | -------- | -------- | -------- | -------- | -------- | -------- | -------- | -------- |
| Francisco Echevarría | 60 kg       | 87,5     | 21.      | 77,5     | 21.      | 112,5    | 20.      | 277,5    | 20.      |

## Úszás
Férfi
| Versenyző        | Versenyszám    | Előfutam | Előfutam | Előfutam | Elődöntő | Elődöntő | Elődöntő | Döntő   | Döntő    |
| Versenyző        | Versenyszám    | Idő      | Hely.    | Össz.    | Idő      | Hely.    | Össz.    | Idő     | Helyezés |
| ---------------- | -------------- | -------- | -------- | -------- | -------- | -------- | -------- | ------- | -------- |
| Ramiro Benavides | 200 m gyors    | 2:11,7   | 7.       | 47.      |          |          |          | kiesett | kiesett  |
| Ramiro Benavides | 100 m pillangó | 1:03,1   | 6.       | 39.      | kiesett  | kiesett  | kiesett  | kiesett | kiesett  |
| Ramiro Benavides | 200 m pillangó | 2:24,3   | 6.       | 28.      |          |          |          | kiesett | kiesett  |
| Antonio Cruz     | 100 m hát      | 1:11,8   | 6.       | 35.      | kiesett  | kiesett  | kiesett  | kiesett | kiesett  |
| Antonio Cruz     | 200 m hát      | 2:36,3   | 8.       | 28.      |          |          |          | kiesett | kiesett  |
| Antonio Cruz     | 400 m vegyes   | 5:31,1   | 8.       | 33.      |          |          |          | kiesett | kiesett  |

Női
| Versenyző        | Versenyszám | Előfutam | Előfutam | Előfutam | Elődöntő | Elődöntő | Elődöntő | Döntő   | Döntő    |
| Versenyző        | Versenyszám | Idő      | Hely.    | Össz.    | Idő      | Hely.    | Össz.    | Idő     | Helyezés |
| ---------------- | ----------- | -------- | -------- | -------- | -------- | -------- | -------- | ------- | -------- |
| Silvana Asturias | 100 m gyors | 1:10,3   | 7.       | 56.      | kiesett  | kiesett  | kiesett  | kiesett | kiesett  |
| Silvana Asturias | 200 m gyors | 2:30,7   | 6.       | 36.      |          |          |          | kiesett | kiesett  |
| Silvana Asturias | 400 m gyors | 5:25,6   | 5.       | 27.      |          |          |          | kiesett | kiesett  |
| Silvana Asturias | 800 m gyors | 11:12,5  | 5.       | 25.      |          |          |          | kiesett | kiesett  |